# Pere March I
Pere March I fou un notari barceloní del segle xiii. El 1260 va actuar com a notari en l'acta de compromís del casament de l'Infant Pere d'Aragó amb Constança de Sicília. Del seu matrimoni amb Guillema van néixer 4 fills:
- Pere March lo Prohom, Senyor d'Eramprunyà.
- Jaumeta March, casada amb Pere Llobet, escrivà reial.
- Felipa March, monja del Monestir de Jonqueres.
- Berenguer March. Gaudí del benifet[1] de l'església de Sant Mateu (Baix Maestrat).